# Melanophthalma pilosa
Melanophthalma pilosa là một loài bọ cánh cứng trong họ Latridiidae. Loài này được Rucker Rucker & Otto miêu tả khoa học năm 1978.